# Hans Warneck
Hans Warneck (* 5. Juli 1882 in Berlin; † 29. Juli 1952 in Gummersbach) war ein deutscher Pädagoge und Buchautor. Er war maßgeblich daran beteiligt, nationalsozialistisches Gedankengut in Schulbücher für den Geschichtsunterricht zu integrieren.

## Leben
Warneck studierte an der Universität Marburg und wurde 1920 zum Dr. phil. promoviert. Danach arbeitete er als Volksschullehrer, Studienrat, Oberstudienrat für Geschichte und Religion sowie Oberstudiendirektor am Kaiserin-Auguste-Victoria-Lyzeum in Berlin-Steglitz. Im März 1933 trat er dem Nationalsozialistischen Lehrerbund (NSLB), im April 1933 der NSDAP bei. 1934 wurde er Kommissarischer Schulleiter in Berlin, 1937 zum Direktor des renommierten Berlinischen Gymnasiums zum Grauen Kloster ernannt.

## Werke
- Hans Warneck: Geschichte des Deutschen Volkes und seiner Vorfahren von den Anfängen bis Kaiser Karl. Geschichtliches Unterrichtswerk für höhere Schulen, Klasse 2. Mit Bildnis u. Illustrationen. R. Oldenbourg Verlag München 1939
- Wilhelm Rose, Hans Warneck (Hrsg.): Geschichte des deutschen Volkes von der Gründung des Ersten Reiches bis 1648 / von Wilhelm Rose. Geschichtliches Unterrichtswerk für höhere Schulen; Klasse 3, Hrsg. Hans Warneck, Oldenbourg München Berlin 1939
- Hans Warneck (Hrsg.) Helmuth Flechtner: Geschichtliches Unterrichtswerk Klasse 4: Die Geschichte des Deutschen Volkes 1648–1871, Oldenbourg, München Berlin 1939
- Hans Warneck: Geschichtliches Unterrichtswerk für Höhere Schulen Klasse 5: Geschichte des Deutschen Volkes von 1871 bis zur Gegenwart, R. Oldenbourg München Berlin 1939,
- Hans Warneck, Willy Matschke: Geschichte für Volksschulen, Velhagen & Klasing, Bielefeld 1943
- Hans Warneck: Geschichte des Altertums. Für lateinlose Schulen, Band 5b, München Berlin 1930, in: Geschichtswerk für höhere Schulen, Neunteilige Ausgabe, München Berlin 1925–1931
- Fritz Reuter: Ut mine Festungstid, Herausgegeben von Hans Warneck – Deutsche Novellen des 19. und 20. Jahrhunderts unter Mitwirkung der literarischen Arbeitsgemeinschaft des Groß-Berliner Deutschlehrer-Verbandes – Herausgegeben von Susanne Engelmann, Verlag von Quelle & Meyer, Leipzig 1920